# Е. С. Тъб
Едуин Чарлз Тъб (на английски: Edwin Charles Tubb) е много плодовит английски писател, автор на произведения в жанровете научна фантастика, фентъзи, уестърн и приключенски исторически роман.
Пише под псевдонима Е. С. Тъб (на английски: E. C. Tubb) и е писал под псевдонимите Карл Грей (Charles Grey), Волстед Гридбан (Volsted Gridban), Джил Хънт (Gill Hunt), Грегъри Керн (Gregory Kern), Кинг Ланг (King Lang), Майк Лантри (Mike Lantry), Брайън Шоу (Bryan Shaw), Рой Шелдън (Roy Sheldon), Ерик Сторм (Eric Storm) Едуард Томсън (Edward Thomson), и др., обшо 58 псевдонима, някои, от които са съвместни с други писатели.

## Биография и творчество
Едуин Чарлз Тъб е роден на 15 октомври 1919 г. в Лондон, Англия, в семейството на Едуин, инженер, и Мари, шивачка, Тъб. От малък е запален читател на научна фантастика и фентъзи. След завършване на гимназията отива във Франция с Американския Червен кръст. След завръщането си в Англия през 40-те работи като шофьор на камион и продавач на пишещи машини. Докато работи започва да пише фантастични истории.
Първият му разказ „No Short Cuts“ (Няма преки пътища) е публикуван в списание „Нов свят“ през 1951 г. След нея той се посвещава на писателската си кариера и скоро ставна известен със скоростта и разнообразието на продукцията си. Пише за много списания за научна фантастика от 50-те години на миналия век. В периода 1956 – 1957 г. става редактор на списание „Автентична научна фантастика“. Тъй като му е трудно да намери добри писатели започва сам да пише в него разкази под различни псевдоними, вкл. и като колумнист.
Първите му романи също са под псевдоними. Работата му в жанра научна фантастика е основно в сериите „Дюмарест“ (1967 – 2008), за космическите приключения на наемника Ърл Дюмарест, и „Кап Кенеди“ (1973 – 1983), за звездния герой капитан Кенеди. Автор е общо на над 130 романа и 230 разказа. През последните си години той актуализира някои от своите романи в жанра научна фантастика от 50-те г. за читателите на 21 век.
Писателят е един от съоснователите на Британската асоциация за научна фантастика през 1958 г.
Едуин Чарлз Тъб умира на 10 септември 2010 г. в Лондон.

## Произведения

### Самостоятелни романи
- Saturn Patrol (1951) – като Кинг Ланг
- Astro Race (1951) – като Кинг Ланг
- Gyrator Control (1951) – като Кинг Ланг
- Projectile War (1951) – като Кинг Ланг
- Rocket Invasion (1951) – като Кинг Ланг
- Task Flight (1951) – като Кинг Ланг
- Planetfall (1951) – като Джил Хънт
- Planet X (1951) – като Джил Хънт
- Alien Universe (1952)
- Atom War on Mars (1952)
- Moment Out of Time (1952) – като Рой Шелдън
- Reverse Universe (1952)
- Space Line (1952) – като Кинг Ланг
- Terra! (1952) – като Кинг Ланг
- Atoms in Action (1953) – като Рой Шелдън
- De Bracy's Drug (1953)
- Dynasty of Doom (1953) – като Чарлз Грей
- Fugitive of Time (1953)
- House of Entropy (1953) – като Рой Шелдън
- I Fight for Mars (1953) – като Чарлз Грей
- The Mutants Rebel (1953)
- Planetoid Disposals, Ltd. (1953)
- Space Hunger (1953) – като Чарлз Грей, издаден и като „Earth Set Free“
- The Tormented City (1953) – като Чарлз Грей
- Venusian Adventure (1953)
- The Wall (1953) – като Чарлз Грей
- Alien Life (1954)
- City of No Return (1954)
- Enterprise 2115 (1954) – като Чарлз Грей, издаден и като „The Mechanical Monarch“
- The Extra Man (1954) – като Чарлз Грей, издаден и като „Fifty Days to Doom“
- The Hand of Havoc (1954) – като Чарлз Грей
- Hell Planet (1954)
- Journey to Mars (1954)
- The Metal Eater (1954) – като Рой Шелдън
- Pandora's Box (1954)
- The Resurrected Man (1954)
- The Stellar Legion (1954)
- Temple of Death (1954)
- World at Bay (1954)
- Alien Dust (1955)
- Assignment New York (1955) – като Майк Лантри
- The Space-Born (1956)
- Death Wears a White Face (1957) – издаден и като „Dead Weight“
- Moon Base (1964)
- The Life Buyer (1965)
- Death Is a Dream (1967)
- C.O.D. Mars (1968)
- Cath (1968)
- Escape into Space (1969)
- S.T.A.R. Flight (1969)
- Century of the Manikin (1972)
- The Primitive (1977)
- The Stellar Assignment (1979)
- The Pawn of Ophalos (1980)
- The Luck Machine (1980)
- Pawn of the Omphalos (1980)
- Stardeath (1983)
- Death God's Doom (1999)
- The Sleeping City (1999)
- The First Shot (2000)
- The Gold Seekers (2000)
- Sands of Destiny (2009)
- The Captive (2010)
- Starslave (2010)
- Footsteps of Angels (2011)
- To Dream Again (2011)

### Серия „Дюмарест“ (Dumarest)
1. The Winds of Gath (1967) – издаден и като „Gath“
2. Derai (1968) – издаден и като „The Death Zone“
3. Toyman (1969)
4. Kalin (1969)
5. The Jester at Scar (1970)
6. Lallia (1971)
7. Technos (1972)
8. Veruchia (1973)
9. Mayenne (1973)
10. Jondelle (1973)
11. Zenya (1974)
12. Eloise (1975)
13. Eye of the Zodiac (1975)
14. Jack of Swords (1976)
15. Spectrum of a Forgotten Sun (1976)
16. Haven of Darkness (1977)
17. Prison of Night (1977)
18. Incident on Ath (1978)
19. The Quillian Sector (1978)
20. Web of Sand (1979)
21. Iduna's Universe (1979)
22. The Terra Data (1980)
23. World of Promise (1980)
24. Nectar of Heaven (1981)
25. The Terridae (1981)
26. The Coming Event (1982)
27. Earth Is Heaven (1982)
28. Melome (1983)
29. Angado (1984)
30. Symbol of Terra (1984)
31. The Temple of Truth (1985)
32. The Return (1997)
33. Child of Earth (2008)

### Серия „Гладиатори“ (Gladiators) – като Едуард Томпсън
1. Atilus the Slave (1975)
2. Atilus the Gladiator (1975)
3. Gladiator (1978)

### Серия „Кап Кенеди“ (Cap Kennedy)
1. Galaxy of the Lost (1973)
2. Slave Ship from Sergan (1973)
3. Monster of Metelaze (1973)
4. Enemy within the Skull (1974)
5. Jewel of Jarhen (1974)
6. Seetee Alert! (1974)
7. The Gholan Gate (1974)
8. The Eater of Worlds (1974)
9. Earth Enslaved (1974)
10. Planet of Dread (1974)
11. Spawn of Laban (1974)
12. The Genetic Buccaneer (1974)
13. A World Aflame (1974)
14. The Ghosts of Epidoris (1975)
15. Mimics of Dephene (1975)
16. Beyond the Galactic Lens (1975)
17. The Galactiad (1983)

### Разкази –частично
- No Short Cuts (1951)
- Entrance Exam (1951)
- Greek Gift (1951)
- Grounded (1951)
- Afternoon (1951)
- Little Girl Lost (1955)
- The Long Journey (1956)
Пътешествието ще бъде дълго
- The Bells of Acheron (1957)
Камбаните на Ахерон
- Fresh Guy (1958)
- Iron Head (1960)
- Survival Demands (1960)
Оцеляването налага
- The Seekers (1965)
- Lucifer! (1969)
- Accolade (1973)
- Evane (1973)
- Made to Be Broken (1973)
- Mistaken Identity (1973)
- Face to Infinity (1976)
- Random Sample (1976)
- Read Me This Riddle (1977)

### Сборници
- Ten from Tomorrow (1966)
- A Scatter of Stardust (1972)
- Murder in Space (1997)
- Kalgan the Golden (1999)
- Fantasy Annual Vol. 3 (1999)
- The Best Science Fiction of E.C. Tubb (2003)

### Екранизации
- 1955 The Vise – ТВ сериал, 1 епизод
- 1962 Le navire étoile – ТВ филм, по романа „The Space-Born“
- 1972 Night Gallery – – ТВ сериал, 1 епизод по разказа „Little Girl Lost“